# Vasaloppet 2022
Vasaloppet 2022 avgjordes söndagen den 6 mars 2022 mellan Berga by i Sälen och Mora och var det 98:e Vasaloppet och samtidigt 100-årsjubileum sedan det första Vasaloppet. Vinnare i herrklassen blev Andreas Nygaard med tiden 3:32:18 och vinnare i damklassen blev Astrid Öyre Slind med tiden 3:50:06, båda från Norge.
Med 15 800 deltagare var Vasaloppet 2022 fullbokad. Vid alle relaterade tävlingar som Tjejvasan, Nattvasan etc. deltog ungefär 50 000 personer. Ungefär 5000 funktionärer var delaktig i organisationen av loppet. Bland loppets främsta deltagare utdelades sammanlagd 98 000 kronor i prispengar. Astrid Øyre Slind fick för det nya rekordet 50 000 kronor.  Efter pandemiåret 2021 var publik åter tillåten.

## Förlopp
- På grund av Rysslands invasion av Ukraina portades åkare från Ryssland och Belarus från tävlingarna.[7]
- Vännerna Lars Ruberg, 70, och Bjarne Emanuelsson, 65, åkte loppet på tandemskidor samtidigt som de samlade in pengar till Barncancerfonden.[8]

## Slutresultat
Topp 10 i loppet var:

### Herrar
| Placering | Namn               | Land    | Tid      |
| --------- | ------------------ | ------- | -------- |
| 1         | Andreas Nygaard    | Norge   | 03:32:18 |
| 2         | Emil Persson       | Sverige | 03:32:19 |
| 3         | Axel Jutterström   | Sverige | 03:32:20 |
| 4         | Kasper Stadaas     | Norge   | 03:32:21 |
| 5         | Joar Andreas Thele | Norge   | 03:32:21 |
| 6         | Herman Paus        | Norge   | 03:32:21 |
| 7         | Johan Hoel         | Norge   | 03:32:22 |
| 8         | Erik Rosjö         | Sverige | 03:32:22 |
| 9         | Anders Aukland     | Norge   | 03:32:23 |
| 10        | Karstein Johaug    | Norge   | 03:32:23 |

### Damer
| Placering | Namn                     | Land    | Tid      |
| --------- | ------------------------ | ------- | -------- |
| 1         | Astrid Øyre Slind        | Norge   | 03:50:06 |
| 2         | Britta Johansson Norgren | Sverige | 03:52:53 |
| 3         | Emilie Fleten            | Norge   | 03:54:28 |
| 4         | Thea Krokan Murud        | Norge   | 03:55:16 |
| 5         | Lina Korsgren            | Sverige | 03:57:53 |
| 6         | Marit Björgen            | Norge   | 03:59:34 |
| 7         | Ida Dahl                 | Sverige | 04:04:30 |
| 8         | Laila Kveli              | Finland | 04:04:45 |
| 9         | Evelina Settlin          | Sverige | 04:04:56 |
| 10        | Heli Heiskanen           | Finland | 04:07:11 |